# Neoarisemus
Neoarisemus és un gènere d'insectes dípters pertanyent a la família dels psicòdids que es troba a Europa (la península Ibèrica i l'illa de Sardenya), Àfrica (Tanzània, Uganda, la República Democràtica del Congo i Sud-àfrica), Àsia (l'Afganistan i Laos) i Amèrica (Nicaragua).

## Taxonomia
- Neoarisemus advenus (Duckhouse, 1978)
- Neoarisemus anarticulus (Duckhouse, 1978)
- Neoarisemus angularis (Duckhouse, 1987)
- Neoarisemus brevicornis (Duckhouse, 1978)
- Neoarisemus brunneus (Duckhouse, 1987)
- Neoarisemus collarti (Satchell, 1955)
- Neoarisemus elongatus (Duckhouse, 1978)
- Neoarisemus ibericus (Wagner, 1977)
- Neoarisemus impeditus (Duckhouse, 1978)
- Neoarisemus laosensis (Ježek, 2004)
- Neoarisemus lindbergi (Vaillant, 1963)
- Neoarisemus maesi (Collantes & Martínez-Ortega, 1999)
- Neoarisemus obtusistylis (Duckhouse, 1978)
- Neoarisemus pectinatus (Tonnoir, 1939)
- Neoarisemus plesius (Duckhouse, 1978)
- Neoarisemus pristinus (Duckhouse, 1987)
- Neoarisemus prodigiosus (Duckhouse, 1978)
- Neoarisemus propensus (Jung, 1956)
- Neoarisemus sardous (Wagner & Salamanna, 1984)
- Neoarisemus satchelli (Duckhouse, 1978)
- Neoarisemus tapetipennis (Duckhouse, 1978)
- Neoarisemus youngi (Duckhouse, 1987)[6][5][7][8][9]